# Bergler Fernerkopf
Bergler Fernerkopf är en bergstopp i Österrike.   Den ligger i distriktet Landeck och förbundslandet Tyrolen, i den västra delen av landet. Toppen på Bergler Fernerkopf är 3 104 meter över havet, eller 145 meter över den omgivande terrängen.
Den högsta punkten i närheten är Watzespitze, 3 532 meter över havet, 9,5 kilometer öster om Bergler Fernerkopf.
Trakten runt Bergler Fernerkopf består i huvudsak av kala bergstoppar och alpin tundra.